# Francis William Stronge
Sir Francis William Stronge KCMG (* 22. November 1856 in Balleskie Fife; † 20. August 1924 in Kilbroney House, Rostrevor, County Down) war ein britischer Diplomat.

## Leben
Francis William Stronge der zweite Sohn von Lady Margaret Stronge und Sir John Calvert Stronge.
Er besuchte die Dublin University und trat in die Royal Inniskilling Fusiliers ein, wo er bis zu seinem Ausscheiden 1876 den Dienstrang eines Sub-Lieutenant erreichte.
Stronge trat 1879 in den auswärtigen Dienst ein. Er war an den Botschaften in Wien, Peking, Konstantinopel, Rom und Athen akkreditiert. 1903 wurde er Generalkonsul für Ungarn in Österreich-Ungarn. 1904 wurde er Ministerresident in Konstantinopel an der Hohen Pforte. Von 1906 bis 1911 war er Gesandter in Bogotá (Kolumbien). Am 10. November 1909 heiratete er Maria Elizabeth Fraser von Castleconnell.
Von 1911 bis 1913 war er britischer Botschafter in Mexiko.
Francis William Stronge war zu Beginn der mexikanischen Revolution britischer Gesandter in Mexiko. Sherburne Gillette Hopkins hatte den Machtkampf zwischen Francisco Madero und Porfirio Díaz als Ringen zwischen der vom Briten Weetman Pearson gegründeten Compañía Mexicana de Petróleo El Aguila SA und der US-amerikanischen Tochter Pierce Oil Corporation der Standard Oil Company dargestellt. In seiner Regierungszeit ließ Francisco Madero die Staatsstruktur unangetastet. Francisco Madero und sein Bruder Gustavo wurden 1913 gefoltert und ermordet. An Gustavo Adolfo Maderos Leiche war zu erkennen, dass er massive Verstümmelungen noch zu Lebzeiten hatte erleiden müssen.
Das Treffen des diplomatischen Corps mit dem neuen Machthaber Adolfo de la Huerta und damit die Anerkennung von dessen Regierung, versuchte Stronge zu verzögern. An seine Vorgesetzten in London telegrafierte er, dass er fürchte, dass es keinen Zweifel daran gibt, dass der Präsident und sein Stellvertreter auf Befehl der Revolutionsführer Huerta und Díaz hingerichtet worden seien.
Während der US-Gesandte Henry Lane Wilson eine treibende Kraft am Anfang der Mexikanischen Revolution war, galt Stronge vor allem als begeisterter Ornithologe. Adolfo de la Huerta verstand dies als Vorzug und versuchte vergeblich über Weetman Pearson eine Verlängerung von Stronges Amtszeit in Mexiko zu erreichen.
Von 1913 bis 1919 war Stronge britischer Botschafter in Santiago de Chile. Er wurde am 3. Juni 1915 in den Order of St. Michael and St. George aufgenommen.
Er trug dazu bei, dass die chilenische Marine die im Vereinigten Königreich in Bau befindlichen Schlachtschiffe Almirante Latorre und Almirante Cochrane, fertiggestellt als Flugzeugträger Eagle, an die Royal Navy verkaufte.